# Vear
Vear is een plaats in de Noorse gemeente Tønsberg in de provincie Vestfold. Vear telt 3502 inwoners (2007) en heeft een oppervlakte van 2,75 km². Tot 2017 lag een klein deel van het dorp in de voormalige gemeente Stokke. Na de opheffing van die gemeente werd Vaer in zijn geheel deel van Tønsberg.